# Kapuzinerkloster Altdorf

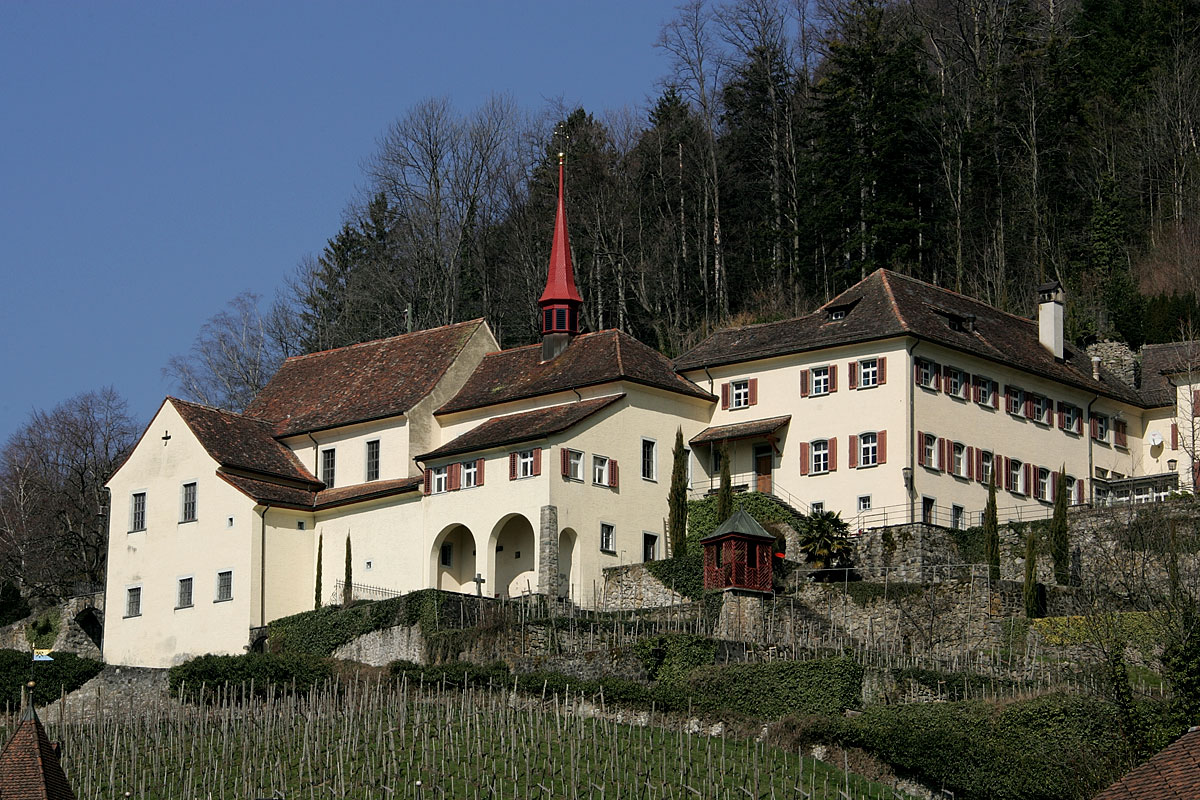
Kloster

Das Kapuzinerkloster Altdorf, Kloster bei Allen Heiligen, befindet sich im Eigentum der Korporation Uri. Im Juni 2009 verliessen die letzten sechs Kapuziner das Kloster. Seither steht es externen Kursveranstaltern für Seminare zur Verfügung. Die hauseigenen Angebote des Kulturklosters umfassen künstlerische Aktivitäten (Musik, Steinhauen, Textiles Gestalten mit pflanzengefärbter Wolle und Seide), Homöopathie und Musiktherapie.

## Geschichte
Das Kapuzinerkloster in Altdorf wurde zwischen 1579 und 1581 auf einer Anhöhe über dem Dorf erbaut. Hauptinitiant der Gründung war Ritter Walter von Roll, der auf die tatkräftige Unterstützung von Karl Borromäus zählen konnte. Ende Juli 1581 erfolgte der Bezug der Gebäulichkeiten durch Pater Franz von Bormio und vier Mitbrüder. Das Kapuzinerkloster Altdorf war die erste Niederlassung des Kapuzinerordens nördlich der Alpen. In den folgenden Jahren wurden zur Erneuerung des katholischen Glaubens (Katholische Reform) und in gegenreformatorischer Absicht in weiteren Orten der katholischen Eidgenossenschaft Kapuzinerklöster gegründet, so in Stans (1582), Luzern (1583), Schwyz (1585), Appenzell (1587), Solothurn und Baden (1588).
Das erste Kloster bestand aus einem einzigen langgestreckten Gebäude, das parallel zur Pfarrkirche St. Martin (Altdorf) ausgerichtet war. Bedeutende Um- und Ausbauarbeiten wurden erst 1737 vorgenommen. Damals erhielt das Kloster u. a. ein neues Refektorium und einen Kreuzgang. Beim Dorfbrand von 1799 wurde das Kloster ein Raub der Flammen. Der Gebäudeschaden wurde auf 16000 Gulden geschätzt. Der Wiederaufbau erfolgte auf Initiative der Urner Regierung und wurde vom Stand Uri, von den Urner Gemeinden und mit zahlreichen öffentlichen und privaten Spenden finanziert. 

## Architektur
Die heutige Klosteranlage zeigt im Wesentlichen jene Ausformung, die sie durch die Umgestaltung und den Neubauflügel 1737 erlangt hatte. Prägend für die Anlage sind die topografischen Gegebenheiten, die unterschiedlichen Bodenniveaus sowie die komplexe Terrassierung der Klostergärten. Die Klosterkirche entspricht dem schlichten Typus der Sakralbauten des Kapuzinerordens und weist mit einer Gesamtlänge (innen) von 25,5 m bescheidene Grössenverhältnisse auf. Das Bauschema der Altdorfer Klosterkirche wirkte indessen in einigen frühen Kapuzinerkirchen (Schwyz, Appenzell) weiter, wobei sich die Altdorfer Kirche mit dem stark erhöhten Chor und der Doppelgeschossigkeit durch auffallende Besonderheiten auszeichnet. Das Innere der bestehenden Klosterkirche ist infolge der Purifizierung von 1958 äusserst schlicht gehalten. An der Eingangsfront ist ein Ehrenrelief für den Kirchenstifter Walter von Roll angebracht: Wappen von Roll, Helmzier mit Krone, Löwe mit Rad. Im unteren Drittel der Tafel findet sich eine Inschrift in lateinischer Sprache. Das Ehrenrelief dürfte aus der Bauzeit stammen und war bis zur Versetzung von 1936 über dem Kircheneingang angebracht. 